# Compañía Bahía de Samaná de Santo Domingo
La Compañía de la Bahía de Samaná de Santo Domingo fue una empresa fundada a mediados del siglo XIX con el propósito de impulsar el desarrollo de la Península de Samaná en República Dominicana .

## Historia
Tras el fallido intento de anexión de Santo Domingo por parte de los Estados Unidos, la empresa, que tenía su sede en la ciudad de Nueva York, obtuvo una concesión del gobierno dominicano para fomentar el desarrollo de la zona, lo cual incluía la construcción de infraestructura y la atracción de colonos. Este acuerdo fue firmado el 28 de diciembre de 1872 y ratificado por el Senado de la República Dominicana el 19 de febrero de 1873, también otorgó a la Compañía soberanía corporativa completa sobre la Bahía de Samaná y las tierras circundantes.
Tras la firma del acuerdo, la inversión estadounidense creció de manera significativa en la República Dominicana, lo que provocó una notable afencia de plantadores de azúcar y tabaco provenientes de Estados Unidos, Cuba y Puerto Rico en particular, la producción de azúcar experiment un aumento drástico.
Sin embargo, en enero de 1874, el presidente Buenaventura Báez fue derrocado, y el nuevo gobierno bajo Ignacio María González posteriormente canceló la concesión y confiscó los activos de la Compañía  Debido al incumplimiento de pago por parte de la Compañía respecto a su arrendamiento anual de $150,000 ($3,937,083 en 2024).